# Ла Сентър
Ла Сентър (на английски: La Center) е град в окръг Кларк, щата Вашингтон, САЩ. Ла Сентър е с население от 1654 жители (2000) и обща площ от 2,3 km². Намира се на 32 m надморска височина. ЗИП кодът му е 98629, а телефонният му код е 360.